# VI Premis de Cinematografia de la Generalitat de Catalunya
Els VI Premis de Cinematografia de la Generalitat de Catalunya foren convocats pel Departament de Cultura de la Generalitat de Catalunya el 1988.
Aquests premis tenien la doble missió d'estimular la quantitat i abonar la normalització lingüística, a part dels ajuts institucionals que rebien totes les pel·lícules fetes per productores de cinema catalanes. Es van concedir un total de deu premis amb dotació econòmica, per 10.750.000 pessetes (±65.000 euro), i un extraordinari sense dotació econòmica. A més, per primera vegada, es concedien conjuntament els Premis de Videografia de la Generalitat per tal de fomentar la producció videogràfica en català, amb un total de quatre premis dotats amb 2.500.000 pessetes (±15.000 euro).
La cerimònia d'entrega dels premis va tenir lloc el 28 de gener de 1988 al Cinema Coliseum. Fou presentada per l'actriu Sílvia Munt i el locutor Miquel Calçada i Olivella Mikimoto, i va comptar amb la presència del President de la Generalitat de Catalunya Jordi Pujol i Soley, el conseller de cultura Joaquim Ferrer i Roca i el director general de cinematografia Josep Maria Forn. En acabar es va projectar la pel·lícula El vent de l'illa.

## Guardons

### Cinematografia
| Categoria | Premiat                                                              | Premi          |
| --- | -------------------------------------------------------------------- | -------------- |
| Premi al millor llargmetratge                                                                                | Daniya, el jardí de l'harem de Carles Mira i Franco                  | 5.000.000 ptes |
| Premi al millor curtmetratge                                                                                 | Per molts anys de Jesús Font i Urgell                                | 1.000.000 pts  |
| Premi a la distribuïdora que més ha contribuït a la difusió del cinema en català                             | Lauren Films SA                                                      | 1.000.000 pts  |
| Premi a la millor sala exhibidora de Catalunya que més ha contribuït a la promoció del cinema en català      | Sala Mozart de Calella                                               | 1.000.000 pts  |
| Premi al millor director                                                                                     | Jordi Cadena i Casanovas per La senyora                              | 500.000 pts    |
| Premi al millor tècnic                                                                                       | A l'equip tècnic de Daniya, el jardí de l'harem                      | 500.000 pts    |
| Premi al millor actor                                                                                        | Fermí Reixach per Daniya, el jardí de l'harem                        | 500.000 pts    |
| Premi a la millor actriu                                                                                     | Sílvia Tortosa per La senyora                                        | 500.000 pts    |
| Premi a la millor contribució personal o col·lectiva que incrementi el patrimoni cinematogràfic de Catalunya | Tomàs Mallol i Deulofeu pel Museu del Cinema-Col·lecció Tomàs Mallol | 500.000 pts    |
| Premi al cine-club que s'hagi destacat en la seva tasca de formació                                          | Cine Club de l'Hospitalet de Llobregat                               | 250.000 pts    |
| Premi extraordinari                                                                                          | Arnau Olivar i Daydí i Daniel Aragonès i Puig                        | -              |

### Videografia
| Categoria                                         | Premiat                                   | Premi          |
| ------------------------------------------------- | ----------------------------------------- | -------------- |
| Millor videograma en català                       | Ma germana de L'Os Pedrer Films           | 1.000.000 ptes |
| Millor director-realitzador                       | Joan Mallarach i Font per Papirustòria    | 500.000 pts    |
| Millor postproducció d'efectes especials en vídeo | Belchite South Bronx de Zous Televisió SA | 500.000 pts    |
| Millor tècnic                                     | Josep Maria Civit i Fons per El nou veí   | 500.000 pts    |